# Nico Sturm
Nico Sturm (* 3. května 1995 Augsburg) je profesionální německý hokejový útočník v současnosti hrající za San Jose Sharks v severoamerické lize NHL. V roce 2022 získal s Coloradem Stanley Cup.

## Ocenění a úspěchy
- 2017 ECAC – All-Rookie Tým
- 2018 ECAC – Třetí All-Star Tým
- 2018 ECAC – Nejlepší defenzivní útočník
- 2019 NCAA – První All-American Tým
- 2019 ECAC – První All-Tournament Tým
- 2019 ECAC – Nejlepší defenzivní útočník
- 2019 ECAC – První All-Star Tým
- 2023 MS – Top tří nejlepších hráčů v týmu

## Prvenství
- Debut v NHL – 4. dubna 2019 (Minnesota Wild proti Boston Bruins)
- První asistence v NHL – 19. prosince 2019 (Arizona Coyotes proti Minnesota Wild)
- První gól v NHL – 7. srpna 2020 (Minnesota Wild proti Vancouver Canucks, švédskému brankáři Jacob Markström)

## Statistiky

### Klubové statistiky
| Sezóna      | Klub                   | Soutěž      |     | Základní část | Základní část | Základní část | Základní část | Základní část |   | Play off | Play off | Play off | Play off | Play off |
| Sezóna      | Klub                   | Soutěž      | Z   | G             | A             | B             | TM            | Z             | G | A        | B        | TM       |          |          |
| 2011–12     | ESV Kaufbeuren         | DNL         | 31  | 3             | 4             | 7             | 33            | 3             | 0 | 0        | 0        | 0        |          |          |
| 2012–13     | ESV Kaufbeuren         | DNL         | 33  | 11            | 22            | 33            | 22            | —             | — | —        | —        | —        |          |          |
| 2013–14     | ESV Kaufbeuren         | DNL         | 24  | 13            | 21            | 34            | 20            | —             | — | —        | —        | —        |          |          |
| 2013–14     | Corpus Christi IceRays | NAHL        | 21  | 1             | 2             | 3             | 2             | —             | — | —        | —        | —        |          |          |
| 2014–15     | Austin Bruins          | NAHL        | 53  | 11            | 30            | 41            | 28            | 13            | 7 | 6        | 13       | 0        |          |          |
| 2015–16     | Tri-City Storm         | USHL        | 57  | 14            | 25            | 39            | 47            | 5             | 3 | 3        | 6        | 0        |          |          |
| 2016–17     | Clarkson University    | ECAC        | 39  | 8             | 13            | 21            | 37            | —             | — | —        | —        | —        |          |          |
| 2017–18     | Clarkson University    | ECAC        | 40  | 14            | 23            | 37            | 14            | —             | — | —        | —        | —        |          |          |
| 2018–19     | Clarkson University    | ECAC        | 39  | 14            | 31            | 45            | 29            | —             | — | —        | —        | —        |          |          |
| 2018–19     | Minnesota Wild         | NHL         | 2   | 0             | 0             | 0             | 0             | —             | — | —        | —        | —        |          |          |
| 2019–20     | Iowa Wild              | AHL         | 55  | 12            | 20            | 32            | 18            | —             | — | —        | —        | —        |          |          |
| 2019–20     | Minnesota Wild         | NHL         | 6   | 0             | 2             | 2             | 0             | 2             | 1 | 0        | 1        | 0        |          |          |
| 2020–21     | Minnesota Wild         | NHL         | 50  | 11            | 6             | 17            | 17            | 7             | 1 | 1        | 2        | 0        |          |          |
| 2021–22     | Minnesota Wild         | NHL         | 53  | 9             | 8             | 17            | 8             | —             | — | —        | —        | —        |          |          |
| 2021–22     | Colorado Avalanche     | NHL         | 21  | 0             | 3             | 3             | 6             | 13            | 0 | 2        | 2        | 2        |          |          |
| 2022–23     | San Jose Sharks        | NHL         | 74  | 14            | 12            | 26            | 23            | —             | — | —        | —        | —        |          |          |
| 2023–24     | San Jose Sharks        | NHL         | 63  | 5             | 8             | 13            | 12            | —             | — | —        | —        | —        |          |          |
| 2024–25     | San Jose Sharks        | NHL         | 47  | 7             | 6             | 13            | 13            | —             | — | —        | —        | —        |          |          |
| NHL celkově | NHL celkově            | NHL celkově | 316 | 46            | 45            | 91            | 79            | 22            | 2 | 3        | 5        | 2        |          |          |

### Reprezentační statistiky
| Rok                            | Tým                            | Soutěž                         | Z  | G | A | B  | TM |
| ------------------------------ | ------------------------------ | ------------------------------ | -- | - | - | -- | -- |
| 2015                           | Německo 20                     | MSJ                            | 6  | 0 | 0 | 0  | 12 |
| 2023                           | Německo                        | MS                             | 10 | 6 | 2 | 8  | 2  |
| 2024                           | Německo                        | MS                             | 6  | 1 | 2 | 3  | 2  |
| Juniorská reprezentace celkově | Juniorská reprezentace celkově | Juniorská reprezentace celkově | 6  | 0 | 0 | 0  | 12 |
| Seniorská reprezentace celkově | Seniorská reprezentace celkově | Seniorská reprezentace celkově | 16 | 7 | 4 | 11 | 4  |